# Виргинские Острова (Великобритания)
Вирги́нские Острова́ (англ. British Virgin Islands, BVI) — зависимая территория Великобритании, расположенная в северо-восточной части архипелага Виргинские острова на северо-востоке Карибского моря. Занимает 36 островов общей площадью 151 км², из которых населены 16. Крупнейшими островами являются Тортола (55 км²), Анегада (38 км²), Верджин-Горда (21 км²) и Йост-Ван-Дейк (8 км²).
Столица — Род-Таун, находится на острове Тортола. Население всех островов составляет около 35 тыс. человек, при этом примерно 90 % из них проживает на Тортоле.
Официальный язык территории — английский, валюта — доллар США (с 1959).

## География
Виргинские острова — самая северная часть Малых Антильских островов. Британские Виргинские Острова занимают северо-восточную часть архипелага. Центральную его часть занимают Виргинские Острова США, ещё западнее лежат так называемые испанские Виргинские острова, политически относящиеся к Пуэрто-Рико. Ближайшая суша к востоку от британских Виргинских островов — остров Сомбреро, относящийся к британской заморской территории Ангилья.
Острова преимущественно холмистые, некоторые равнинные: высшая точка острова Тортола — 530 м, а острова Анегада — всего лишь 8 м.
Реки и озера отсутствуют, грунтовые воды глубокого залегания. Ранее (и по сей день) дождевую воду собирали в резервуары, сейчас, где это возможно, используют опреснительные установки.
Растительность и животный мир островов в значительной мере уничтожены людьми.
Климат тропический, пассатный, жаркий и влажный с двумя засушливыми сезонами. Довольно часты ураганы (с июля по октябрь).

## История
В I веке до н. э. острова были заселены индейцами араваками, которые впоследствии, в XV веке, были покорены карибами, воинственным племенем Малых Антильских островов, в честь которых Карибское море и получило своё название.
В 1493 году Христофор Колумб открыл Виргинские острова. Испания объявила Виргинские острова своим владением, но не стала осваивать их. К островам проявили интерес англичане, голландцы, французы, датчане, а также пираты. Индейское население было практически истреблено.
После попытки заселения острова Тортола голландцами в 1648 году, он был захвачен Англией в 1672 году. Затем, в 1680 году, англичане заняли острова Анегада и Верджин-Горда. Англичане стали развивать плантации сахарного тростника. Для этого завозили рабов из Африки.
В 1834 году Англией было отменено рабство, и для работ на плантациях вместо африканцев стали привлекать контрактников из Индии и Португалии.

## Политическое устройство
Британская заморская территория. Самоуправление предоставлено с 1967.
Правительственным органом БВО является Исполнительный совет, возглавляемый губернатором, которого назначает Министерство иностранных дел Великобритании, и состоящий из главного министра, трёх министров и генерального прокурора.
Законодательный орган — однопалатная Ассамблея, состоит из 13 избираемых на 4 года членов и 1 входящего по должности (генеральный прокурор).
Политические партии: Партия Виргинских Островов и Национально-демократическая партия. Непредставленные в Ассамблее — Движение Озабоченных Граждан и Объединённая партия. На парламентских выборах 25 февраля 2019 года за национальных демократов проголосовали 28, 2 % избирателей, а за партию Виргинских Островов — 49,4 %. В Ассамблее Национально-демократическая партия завоевала 8 мест, а Партия виргинских островов −5, прогрессивное движение виргинских островов −1, объединённые прогрессисты −1. Премьер-министром и министром финансов Британских Виргинских Островов стал Эндрю Фахи.

## Административное деление
| № | Округ          | Административный центр              | Площадь, км² | Население, чел. (2006) | Плотность, чел./км² |
| - | -------------- | ----------------------------------- | ------------ | ---------------------- | ------------------- |
| 1 | Тортола        | Род-Таун                            | 59,2         | 16 630                 | 280,91              |
| 2 | Анегада        | Те-Сетлмент                         | 38,6         | 204                    | 5,28                |
| 3 | Верджин-Горда  | Спаниш-Таун                         | 21,2         | 3063                   | 144,48              |
| 4 | Йост-Ван-Дейк  | Грейт-Харбор (остров Йост-Ван-Дейк) | 8,3          | 176                    | 21,20               |
| 5 | Другие острова | Грейт-Харбор (остров Питер)         | 25,7         | 181                    | 7,04                |
|   | Всего          |                                     | 153,0        | 20 254                 | 132,38              |

Примечание: В «другие острова» входят маленькие островки (Джинджер, Норман, Купер, Солт и другие), которые находятся южнее острова Тортола и называются островами Маленькие Сёстры.

## Население
Численность населения — 37 381 чел. (оценка на июль 2020).
Годовой прирост населения — 2,14 % (почти половину прироста даёт иммиграция).
Этнорасовый состав: чёрные 76,3 %, латино 5,5 %, белые 5,4 %, другие 12,8 % (включая индейцев, мулатов) (по переписи 2010).
Религии: протестанты 70,2 %, католики 8,9 %, свидетели Иеговы 2,5 %, другие 10,5 %, атеисты 7,9 % (по переписи 2010).
Грамотность — 98 %.

## Экономика
Экономика БВО — самая стабильная и процветающая в Карибском регионе.
Основной сферой экономической деятельности является туризм (острова посещают около 800 тысяч туристов ежегодно, в основном из США), также постоянно растёт значимость финансового сектора.
На Британских Виргинских Островах отсутствует налог на прибыль организаций (корпоративный налог) и налог на доходы физических лиц (подоходный налог), также отсутствует НДС и налог с продаж. Однако коммерческая компания должна уплачивать ежегодную пошлину, в зависимости от максимального объёма акций, разрешённого к выпуску, и даты регистрации компании.
Британские Виргинские Острова являются популярной офшорной юрисдикцией, в том числе среди российских предпринимателей. На настоящий момент зарегистрировано более 650 тысяч компаний: до 40 % всех офшорных компаний в мире. Деятельность офшорных компаний в основном регулирует Закон о коммерческих компаниях Британских Виргинских Островов от 2004 года (BVI International Business Companies Ordinance, 2004). Основными причинами популярности являются: низкая стоимость регистрации и содержания юридического лица, отсутствие требований к резидентности директора, формальные требования к минимальной величине уставного капитала, а также возможность быстро (буквально за 1 день) зарегистрировать компанию. Ещё одним привлекательным моментом до последнего времени была конфиденциальность: на Британских Виргинских Островах нет единого реестра бенефициаров. Кроме того, информация о собственнике компании доступна лишь определённому кругу лиц. Однако совсем недавно власти этой британской заморской юрисдикции начали обсуждение возможности создания единого открытого реестра собственников: Комиссия по финансовым услугам БВО опубликовала на своем сайте правительственный консультационный документ, касающийся информации о бенефициарном собственнике, экспертное обсуждение которого продлилось до 31 декабря 2013 года.[обновить данные]
Промышленность — производство рома, лёгкая промышленность, строительство.
Сельское хозяйство — выращивание сахарного тростника (для производства рома), овощей и фруктов, разводится скот и птица, ведётся рыболовство.
С 1959 года Британские Виргинские Острова используют в качестве своей валюты доллар США. Доллар и центы Британских Виргинских островов являются сувенирными выпусками которые массово продаются многочисленным туристам. Монетные дворы (как США, так и Великобритании) чеканят для островов большое количество (320 типов по состоянию на 2017 год) памятных монет в улучшенном качестве с номиналом как в долларах так и центах, но с портретом действующего британского монарха.